# Nova Topola (Serbia)
Nova Topola (cyr. Нова Топола) – wieś w Serbii, w okręgu jablanickim, w gminie Lebane. W 2011 roku liczyła 105 mieszkańców.